# Campeonato Mundial de Ciclismo de Montaña de 2004
El XV Campeonato Mundial de Ciclismo de Montaña se celebró en la localidad de Les Gets (Francia) entre el 7 y el 12 de septiembre de 2004, bajo la organización de la Unión Ciclista Internacional (UCI) y la Federación Ciclista de Francia. 
Se compitió en 4 disciplinas, las que otorgaron un total de 10 títulos de campeón mundial:
- Descenso (DH) – masculino y femenino
- Campo a través (XC) – masculino, femenino y mixto por relevos
- Campo a través para 4 (4X) – masculino y femenino
- Trials (TRI) – masculino 20″, masculino 26″ y femenino 20″/26″

## Resultados

### Masculino
| Evento                        | Oro                                  | Plata                           | Bronce                                |
| ----------------------------- | ------------------------------------ | ------------------------------- | ------------------------------------- |
| Descenso (11.09)              | Fabien Barel Francia 2:40,78         | Greg Minnaar Sudáfrica 2:41,36  | Samuel Hill Australia 2:42,20         |
| Campo a través (12.09)        | Julien Absalon Francia 2:20:37       | Cédric Ravanel Francia 2:21,34  | Thomas Frischknecht · Suiza · 2:22,21 |
| Campo a través para 4 (11.09) | Eric Carter Estados Unidos           | Mickaël Deldycke Francia        | Michal Prokop · República Checa ·     |
| Trials 20″ (12.09)            | Benito Ros Charral · España · 5 pts. | Marco Hösel · Alemania · 6 pts. | Rafał Kumorowski · Polonia · 8 pts.   |
| Trials 26″ (12.09)            | Daniel Comas Riera · España · 12     | Vincent Hermance Francia 15     | Marc Caisso Francia 16                |

### Femenino
| Evento                        | Oro                                 | Plata                                          | Bronce                                 |
| ----------------------------- | ----------------------------------- | ---------------------------------------------- | -------------------------------------- |
| Descenso (11.09)              | Vanessa Quin Nueva Zelanda 3:08,04  | Mio Suemasa Japón 3:10,82                      | Céline Gros Francia 3:12,02            |
| Campo a través (12.09)        | Gunn-Rita Dahle · Noruega · 2:02:12 | Maja Włoszczowska · Polonia · 2:03,18          | Alison Sydor · Canadá · 2:03,57        |
| Campo a través para 4 (11.09) | Jana Horáková · República Checa ·   | Jill Kintner Estados Unidos                    | Tara Llanes Estados Unidos             |
| Trials 20″/26″ (10.09)        | Karin Moor · Suiza · 9 pts.         | Ann-Christin Bettenhausen · Alemania · 24 pts. | Mireia Abant Condal · España · 31 pts. |

### Mixto
| Evento                             | Oro                                                                          | Plata                                                                         | Bronce                                                                                     |
| ---------------------------------- | ---------------------------------------------------------------------------- | ----------------------------------------------------------------------------- | ------------------------------------------------------------------------------------------ |
| Campo a través por relevos (08.09) | Geoff Kabush · Max Plaxton · Kiara Bisaro · Raphaël Gagné · Canadá · 1:09:00 | Ralph Näf · Florian Vogel · Nino Schurter · Barbara Blatter · Suiza · 1:09:24 | Marcin Karczyński · Kryspin Pyrgies · Paweł Szpila · Maja Włoszczowska · Polonia · 1:09:57 |

## Medallero
| Núm. | País            | Oro | Plata | Bronce | Total |
| ---- | --------------- | --- | ----- | ------ | ----- |
| 1    | Francia         | 2   | 3     | 2      | 7     |
| 2    | España          | 2   | 0     | 1      | 3     |
| 3    | Estados Unidos  | 1   | 1     | 1      | 3     |
| 3    | Suiza           | 1   | 1     | 1      | 3     |
| 5    | Canadá          | 1   | 0     | 1      | 2     |
| 5    | República Checa | 1   | 0     | 1      | 2     |
| 7    | Nueva Zelanda   | 1   | 0     | 0      | 1     |
| 7    | Noruega         | 1   | 0     | 0      | 1     |
| 9    | Alemania        | 0   | 2     | 0      | 2     |
| 10   | Polonia         | 0   | 1     | 2      | 3     |
| 11   | Japón           | 0   | 1     | 0      | 1     |
| 11   | Sudáfrica       | 0   | 1     | 0      | 1     |
| 13   | Australia       | 0   | 0     | 1      | 1     |
|      | TOTAL           | 10  | 10    | 10     | 30    |